# STEREO

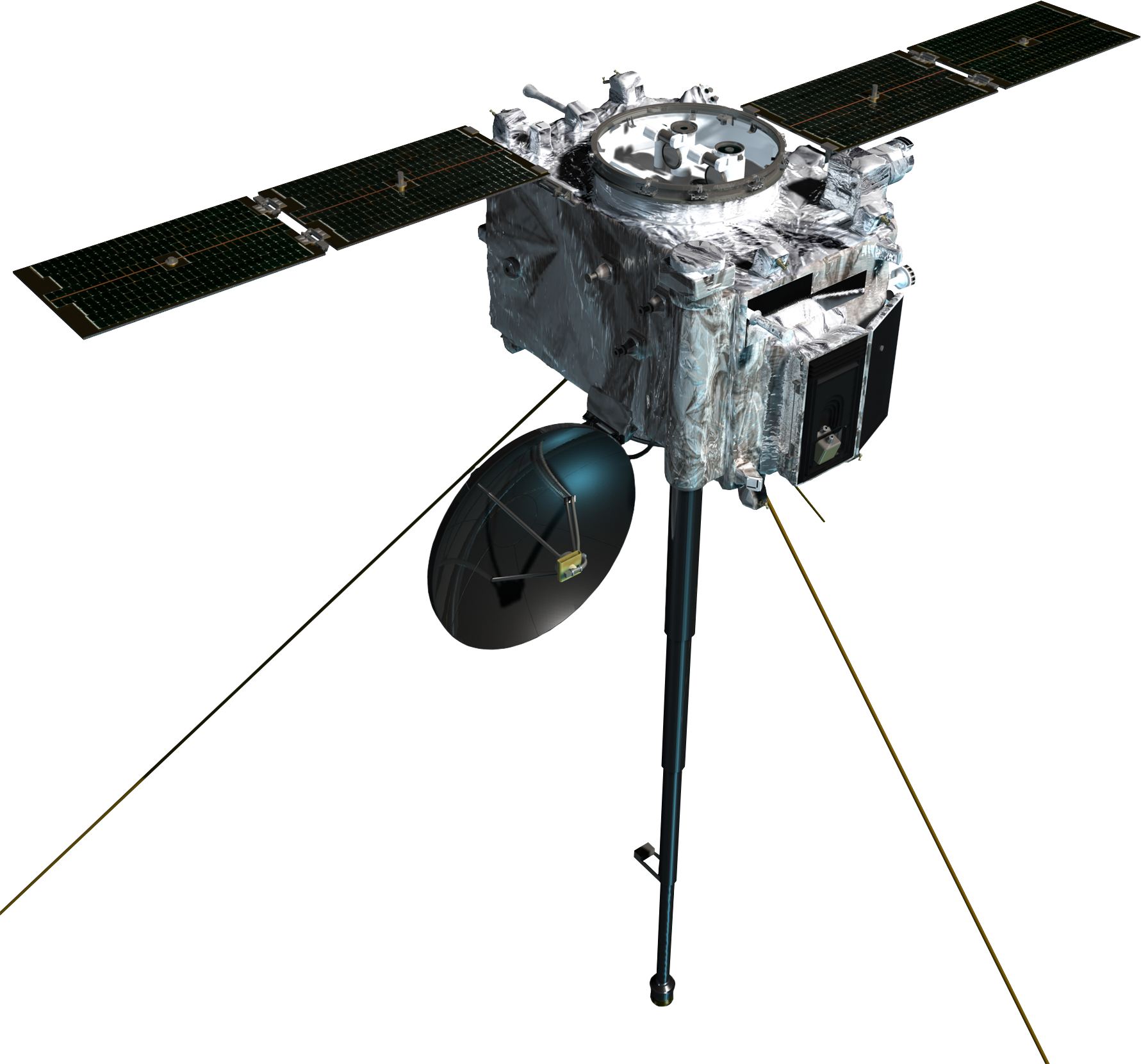

STEREO는 NASA의 태양 조사 프로젝트이다. 2대의 조사 위성을 태양 궤도에 올려 놓고 코로나의 분출 (CME) 등을 입체적으로 조사한다.

## 같이 보기
- 에이스 위성
- 태양 및 태양권 관측위성
- 천이영역 및 코로나 탐사선